# Beattie Ramsay
Beattie Ramsay, född 12 december 1895 i Lumsden, död 30 september 1952 i Regina, var en kanadensisk ishockeyspelare. Han blev olympisk guldmedaljör i Chamonix 1924. Han spelad en säsong för Toronto Maple Leafs i NHL.

## Statistik
| 1927–28 | Toronto Maple Leafs | NHL | 43 | 0 | 2 | 2 | 10 | — | — | — | — | — |

## Meriter
- OS-guld 1924